# Embraer Tucano
Az Embraer EMB-312 Tucano brazil gyártású, kétüléses, légcsavaros gázturbinával felszerelt, kiképző és könnyű támadó repülőgép. Hogy a hátsó ülésen lévő oktató számára is jó legyen a kilátás, ezt az ülést megemelték. A kabintető a legtöbb repülőgéppel ellentétben egyrészes. Miután 1983-ban a brazil légierő szolgálatba állították, jelentős exportsikereket ért el. A világ 15 országában rendszeresítették. Egyes változatainak gyártása jelenleg - 2017-ben - is folyik.

## Üzemeltető országok
- Angola 14 repülőgépet üzemeltet, ebből 6-ot Perutól vásároltak.
- Argentína 30 repülőgépet üzemeltet.
- Brazília 151 db repülőgépet rendszeresített.
- Kolumbia 14 T-27-es változatú géppel rendelkezik.
- Dominikai Köztársaság 8 db Tucanoval rendelkezik.
- Egyiptom 54 tucanót üzemeltet, ebből 40-et maguk gyártottak le.
- Franciaország 50 db repülőgépet üzemeltet.
- Guatemala 14 db repülőgéppel rendelkezik.
- Honduras 12 db-bal rendelkezik.
- Irán 15 Tucanot vásárolt.
- Paraguay 6 db Tucanot szerzett be.
- Peru Peru 30 AT-27-est rendelt, ebből 6-db-ot eladtak Angolának.
- Venezuela 31 repülőgépet rendszeresített, ma már csak 19 üzemképes EMB-312 maradt.

## Volt üzemeltetők
Irak 80 darabot rendszeresített.

## Típusváltozatok
- EMB-312
- T-27
- AT-27
- EMB-312F
- Short Tucano
- EMB-312H